# Hazza Al Mansoori
Hazza Ali Abdan Khalfan Al Mansoori (em árabe:هَزَّاع عَلِي عَبْدان خَلْفَان ٱلْمَنْصُوْرِي ; sobrenome também escrito como Al Mansouri; Al Wathba, 13 de dezembro de 1983) é o primeiro astronauta dos Emirados Arabes Unidos. 

## Carreira
Al Mansoori estudou no Khalifa bin Zayed Air College, a principal instituição de treinamento da Aeronáutica dos Emirados e formou-se em aviação em 2004, passando a integrar a Força Aérea como piloto. Foi enviado aos Estados Unidos para treinar em caças F-16 no Arizona e ao retornar aos Emirados tornou-se piloto deles. Em 2017 foi um dos dois selecionados entre 4022 candidatos para integrar o programa de astronautas dos Emirados Árabes Unidos após uma série de treinamentos no país e na Rússia, onde sua formação como piloto militar o ajudou bastante a conseguir a vaga. Junto com Sultan Al Neyadi, o outro selecionado, foi enviado para o Centro de Treinamento de Cosmonautas Yuri Gagarin na Cidade das Estrelas, perto de Moscou, para o período de treinamento para a missão à ISS. Em abril de 2019 ele foi anunciado com o escolhido,
Depois de mais de 1400 horas de treinamento e 90 cursose após um mudança de datas devido a um acidente com a Soyuz MS-10, que forçou um reordenamento do cronograma de voo de todos os tripulantes designados para as missões à ISS, ele foi ao espaço em 25 de setembro de 2019 integrando a tripulação da Soyuz MS-15 com o comandante russo Oleg Skripochka e a engenheiro de voo americana Jessica Meir, para uma permanência de uma semana na Estação Espacial Internacional. Levou consigo a bandeira dos Emirados e trinta sementes de árvores Al Ghafi em comemoração ao "Ano da Tolerância" em seu país, para serem plantadas através dos Emirados em seu retorno. Após uma semana em órbita na ISS, retornou em segurança em 3 de outubro junto com a tripulação da Soyuz MS-12.
Hazza e Sultan terminaram cerca de 20 meses de treinamento geral na NASA no dia 8 de maio de 2022.

#### Terminologia
Voando com o governo russo através de um acordo com os Emirados Árabes Unidos, a função de Hazza na Soyuz/ISS é chamada de participante do voo espacial (em russo:  uchastnik kosmicheskovo poleta) em documentos e coletivas de imprensa da Roscosmos e NASA. Mas como piloto militar e parte integrante do Centro Espacial Mohammed bin Rashid, ele é chamado de "primeiro astronauta dos Emirados Árabes", parte do "UAE Astronaut Mission 1" ou "Zayed Ambition".